# Oh No, Not You Again
Pistes de A Bigger Bang
This Place Is Empty
(9) Dangerous Beauty
(11)
Oh No, Not You Again est une chanson du groupe de rock britannique The Rolling Stones écrite par Mick Jagger et Keith Richards et parue sur l'album A Bigger Bang en 2005.

## Historique

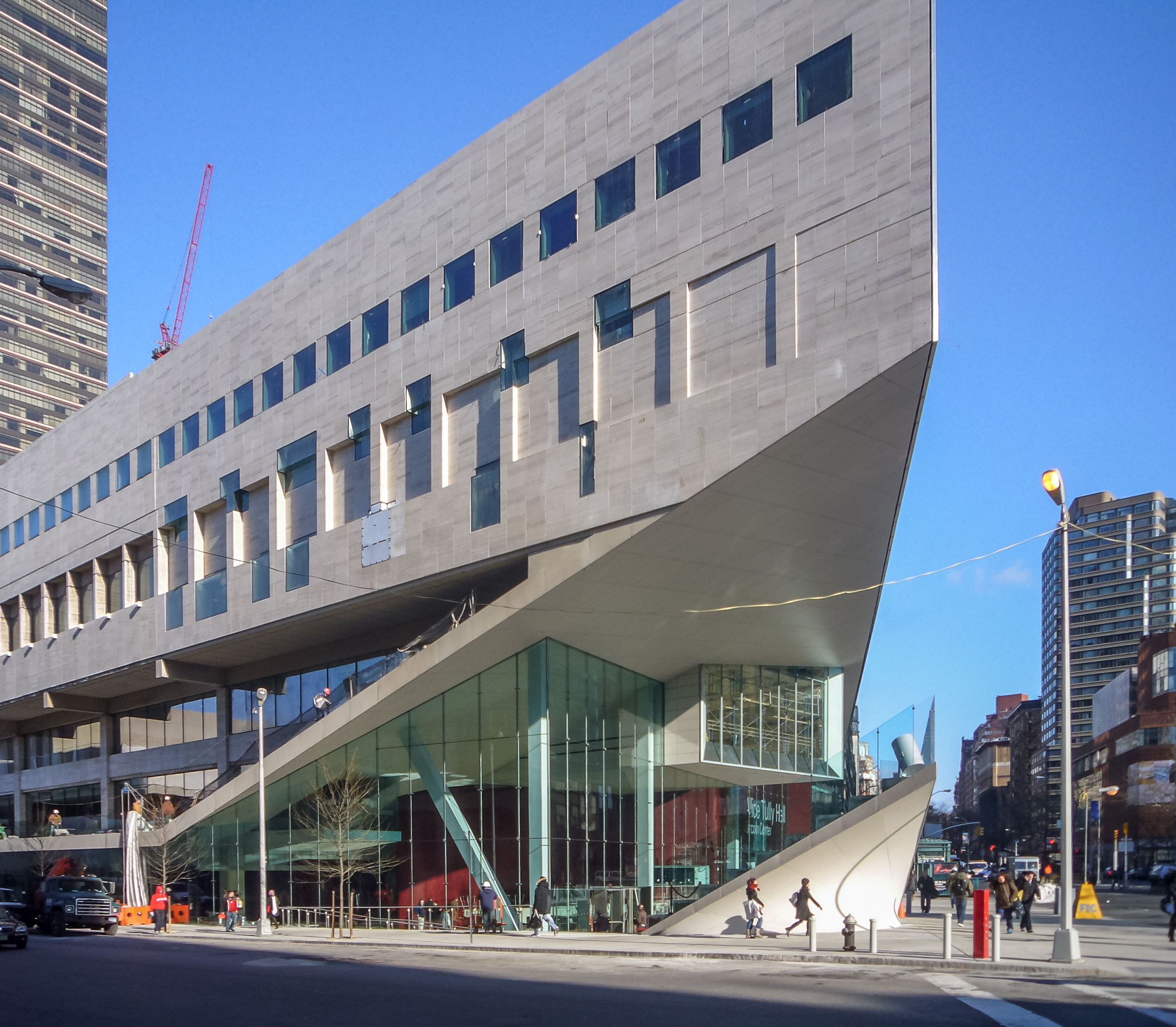
Le groupe a dévoilée la chanson au public pour la première fois lors du concert surprise organisé à la Juilliard School à New York avant la sortie de l'album.

Oh No, Not You Again fait partie des chansons les plus connues de l'album A Bigger Bang, le premier nouvel album du groupe depuis Bridges to babylon en 1997. Le groupe utilise cette chanson pour la promotion de l'album dans les médias et en tournée. C'est la première chanson de l'album jouée en concert par le groupe lors du concert surprise au Juilliard School à New York avant la sortie de l'album.
Mick Jagger a commenté le morceau « Oh No, Not You Again est une chanson d'incident ... il s'agit d'un incident réel et il y a des tonnes d'humour dedans. Pour moi, c'est plus amusant. Ne détestez pas ça, quand les gens utilisent des chansons pour faire leur thérapie ? ».

## Parution et réception
La chanson a été largement diffusée à la radio rock aux États-Unis et s'est retrouvé classé à la 34e place des classements rock américains en décembre 2005, bien qu'elle ne soit pas sortie en single. Pourtant des rumeurs ont annoncé la sortie en single de la chanson pour le printemps 2006, mais c'est finalement Biggest Mistake qui sort en single à ce moment-là.
Charlie Watts a déclaré en plaisantant que le titre de la chanson devrait également être le nom de l'album, faisant référence au retour constant du groupe en studio.

## Postérité
La chanson est interprétée tout au long de la tournée A Bigger Bang qui envoie le groupe en Amérique du Nord et en Europe en 2005 et 2006. Elle est bien accueillie par le public et les critiques, bien que ces derniers pointent la similitudes dans sa structure par rapport aux chansons du groupe des années 1970.
Un easter egg sur le site Web interactif de Supernatural, diffusé sur The CW Television Network, mentionne cette chanson dans une coupure de journal sur un concert, trouvée dans la boîte d'armes.

## Personnel
Crédités : 
- Mick Jagger : chant, guitare électrique rythmique
- Keith Richards : guitare électrique rythmique et solo
- Ronnie Wood : guitare électrique rythmique
- Charlie Watts : batterie
- Darryl Jones : basse